# Eduard Wagner (Entomologe)
Eduard Wagner (* 20. Juni 1896 in  Hamburg; † 11. September 1978 ebenda) war ein deutscher Entomologe, spezialisiert auf Wanzen (Heteroptera).

## Leben
Er war der Sohn des Volksschullehrers und späteren Rektors Andreas Christian Wilhelm Wagner. Nachdem er 1915 das Hamburger Lehrerseminar absolviert hatte, wurde Eduard Wagner ebenfalls Lehrer im Hamburger Schuldienst. Seit 1937 unterrichtete er auch an der Hochschule für Lehrerbildung in Hamburg. 1946/47 war er Dozent in einem Kursus für die Sonderausbildung für Volksschullehrer. Von 1954 bis zu seiner Pensionierung 1960 leitete er die Volksschule Hummelsbüttel.

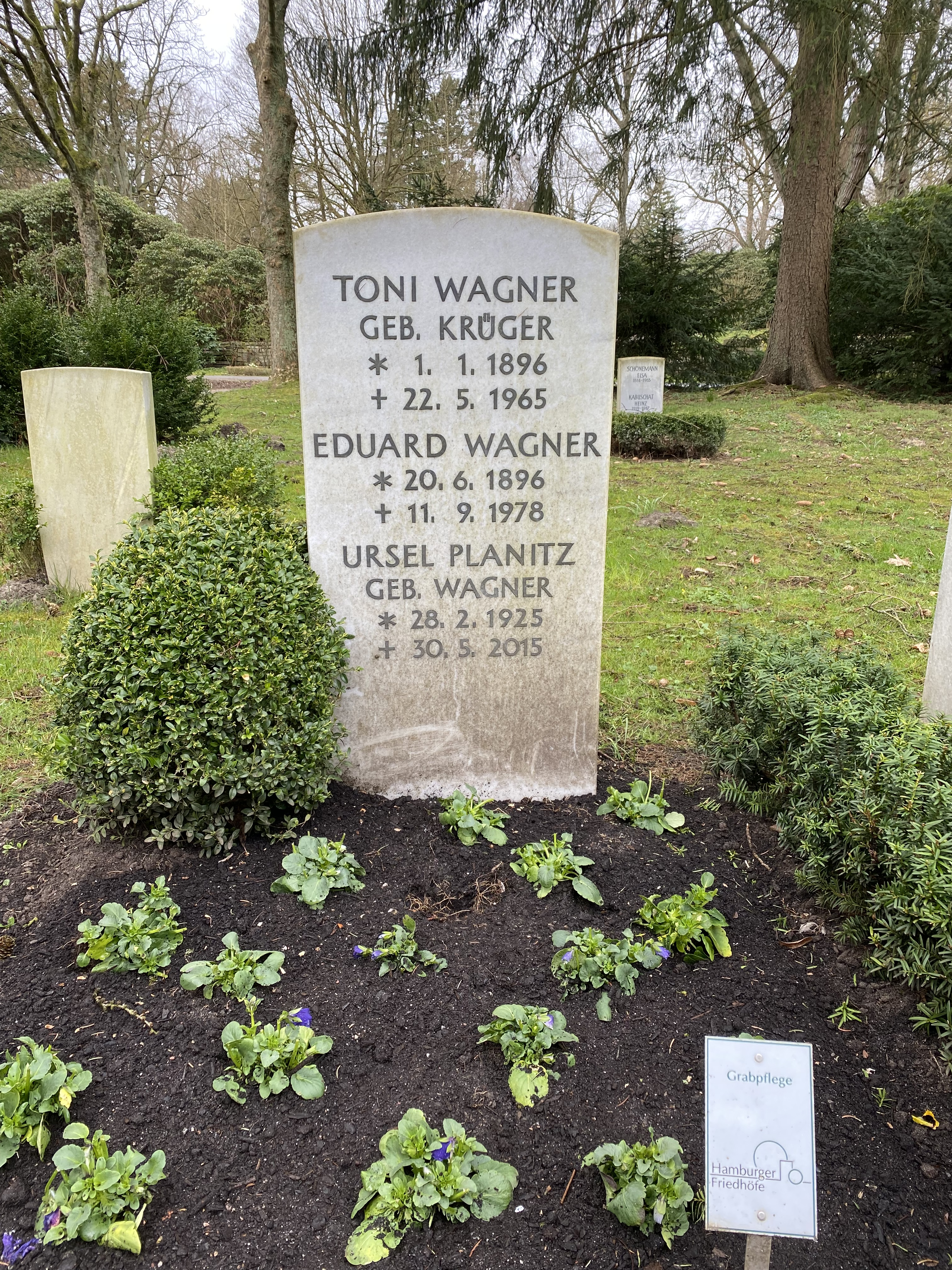
Grabstätte auf dem Friedhof Ohlsdorf

Sein Interesse an der Natur wurde früh angeregt durch seinen Vater, der selbst ein anerkannter Hymenopterologe war, sowie durch seinen Onkel mütterlicherseits, den Dipteren-Spezialisten Otto Kröber. Er spezialisierte sich früh auf die Wanzen, sein Bruder Wilhelm (1895–1977) auf die Zikaden. Ab 1928 betreute er neben seiner eigenen Sammlung auch die des Hamburger Zoologischen Museums. Erst 1937 erschien seine erste wissenschaftliche Arbeit Die Wanzen der Nordmark und Nordwest-Deutschlands. In rascher Folge publizierte er Artikel zur Wanzenfauna anderer deutscher und schließlich europäischer Gebiete. Bis zu seinem Tod veröffentlichte er 554 wissenschaftliche Publikationen sowie 116 kleinere Mitteilungen. Er beschrieb 697 Arten und Unterarten und stellte 92 höhere Taxa auf. Seine Bestimmungsbücher bilden auch heute noch die Grundlage jeglicher Determination von Wanzen.
Der Großteil seiner Sammlung mit über 3.600 Arten ist an der Universität Hamburg (Zoologisches Museum), kleine Teile am Naturhistorischen Museum der Stadt Genf (Eckerlein-Sammlung) und am Staatlichen Museum für Naturkunde Stuttgart. Er befasste sich besonders mit Weichwanzen (Miridae) aus Mitteleuropa und dem Mittelmeerraum. Er war der Erste, der konsistent die detaillierte Struktur des Aedeagus bei den Miridae illustrierte.
Die mathematisch-naturwissenschaftliche Fakultät der Universität Hamburg ernannte ihn 1966 zum Ehrendoktor. 1975 wurde er von der Deutschen Entomologischen Gesellschaft mit der Fabricius-Medaille ausgezeichnet.
Eduard Wagner wurde auf dem Friedhof Ohlsdorf in seiner Geburtsstadt beigesetzt. Die Grabstätte liegt im Planquadrat T 34 nordöstlich von Kapelle 10.

## Schriften
- Naturgeschichte im Freien, 25 Biologische Exkursionen, Nölke Verlag, 1947.
- mit Georg Statz: Geocorisae (Landwanzen) aus den oberoligocänen Ablagerungen von Rott. In: Palaeontographica, A 98, 1950, S. 97–136
- Blindwanzen oder Miriden, G. Fischer, Jena 1952 (= Die Tierwelt Deutschlands und der angrenzenden Meeresteile nach ihren Merkmalen und nach ihrer Lebensweise, Teil 41).
- Ein Beitrag zur Systematik der Gattung Phytocoris Fall. (Hem. Het. Miridae). In: Nachrichten des Naturwissenschaftlichen Museums der Stadt Aschaffenburg 42, 1954, S. 1–44.
- Bemerkungen zum System der Miridae. In: Deutsche Entomologische Zeitschrift, Neue Folge 2, 1955, S. 230–242.
- mit H. H. Weber: Hétéroptères Miridae (PDF; 26,0 MB). Paris 1964 (= Faune de France, Band 67).
- Wanzen oder Heteropteren, Band 1: Pentatomorpha, VEB Gustav Fischer Verlag, Jena 1966 (= Die Tierwelt Deutschlands und der angrenzenden Meeresteile nach ihren Merkmalen und nach ihrer Lebensweise, Teil 54).
- Wanzen oder Heteropteren, Band 2: Cimicomorpha, VEB Gustav Fischer Verlag, Jena 1967 (= Die Tierwelt Deutschlands und der angrenzenden Meeresteile nach ihren Merkmalen und nach ihrer Lebensweise, Teil 55).
- Die Miridae Hahn, 1831, des Mittelmeerraumes und der Makaronischen Inseln (Hemiptera, Heteroptera), 3 Teile und Addendum, (= Entomologische Abhandlungen 37, 1971, S. 1–484; 39, 1973, S. 1–421; 40, 1975, S. 1–483; 42, 1978, Suppl., S. 1–96).